# Boqueirão do Piauí
Boqueirão do Piauí är en kommun i Brasilien.   Den ligger i delstaten Piauí, i den östra delen av landet, 1 400 km norr om huvudstaden Brasília. Antalet invånare är 6 193.
Omgivningarna runt Boqueirão do Piauí är huvudsakligen savann. Runt Boqueirão do Piauí är det glesbefolkat, med 12 invånare per kvadratkilometer.